# Big Ass Spider!
Big Ass Spider! (en Hispanoamérica: Araña malvada) es una película estadounidense de ciencia ficción dirigida por Mike Méndez. La película cuenta la historia de un exterminador de insectos, que con la ayuda de un guardia de seguridad del hospital y el ejército, tiene que luchar contra una araña gigante que va destruyendo en Los Ángeles.

## Argumento
Alex Mathis (Greg Grunberg) es un exterminador con pocos recursos pero de buen corazón que trabaja en Los Ángeles. Mientras ayuda a una mujer mayor con un problema de roedores, es mordido por una araña venenosa y tratado en un hospital. Mientras tanto, un forense es mordido por una araña del tamaño de un roedor que se arrastra fuera de un cadáver que acaba de llegar al hospital. Al enterarse de ello, Alex se ofrece a cuidar de la araña a cambio de ahorrarse su factura de hospital. José Ramos (Lombardo Boyar), un guardia de seguridad del hospital, se ofrece a ayudar a Alex. Yendo a la morgue, Alex deduce que la araña escapó por un respiradero. Entra en el respiradero y se comunica con José a través de un walkie-talkie. Mientras tanto, un grupo de trabajo militar dirigido por el mayor Braxton Tanner (Ray Wise) y la teniente Karly Brant (Clare Kramer) se presentan en el hospital para examinar el cuerpo muerto del que surgió la araña.
Mientras tanto, la araña, que crece exponencialmente, mata a un paciente del hospital paralizado. De nuevo dentro del respiradero, Alex tropieza con una telaraña y se da cuenta de que es altamente inflamable. Alex se aventura en el sótano del hospital, donde tiene lugar un enfrentamiento con la araña. La araña es expulsada por Karly y escapa por una reja hacia el alcantarillado, donde mata mediante ácido a un hombre sin hogar. Alex, enamorado de Karly, ofrece su ayuda a Braxton, quien declina, especialmente cuando Alex le pide respuestas sobre el origen de la araña. José convence a Alex para continuar su búsqueda, ya que podría ser lo más importante de sus vidas.
El dúo sigue a la araña aún en crecimiento en un parque público, donde mata a docenas de personas. Alex y José consiguen que la araña persiga a su camión y la atraen hacia los militares. Se produce un enorme tiroteo, pero la araña se escapa a los bosques cercanos. Karly y un grupo de soldados la persiguen, pero la araña les embosca, mata a la mayoría de los soldados y captura a Karly. Después de que Alex y José pidan respuestas, Braxton revela que descubrieron ADN ADN alienígena, el cual esperaban usa como hormona del crecimiento. Sin embargo, el nido de una araña estaba oculto en alguna fruta utilizada en las pruebas, exponiendo así a la araña al ADN alienígena y activando su rápido crecimiento. También se revela que la araña pronto comenzará a reproducirse teniendo en cuenta su tamaño y los estudios del ADN alienígena.
Alex y José se dirigen hacia la ciudad, mientras la gigantesca araña instala un nido en la Torre del Banco de Estados Unidos. Al entrar en el rascacielos, Braxton les informa que Karly se encuentra directamente dentro del nido, y les advierte de un inminente ataque aéreo. Llegan a Karly y la liberan a ella y a otros ciudadanos atrapados justo antes de que las crías de araña recién eclosionadas puedan atacar. El grupo sale del edificio segundos antes de que el ataque aéreo tenga lugar, provocando a la araña. Alex deduce por la inflamabilidad de las telarañas que la araña podría ser matada disparando a su hilera. José coge un lanzacohetes de un vehículo militar y se lo lanza a Alex, quien dispara la araña en la hilera. La araña explota, y muere finalmente. Alex abraza a Karly, y los dos disfrutan de un apasionado beso.
En una escena en mitad de los títulos de  créditos, Braxton llama a Alex para decirle que tienen otro problema. En el fondo, una cucaracha gigante puede verse escalando la Estatua de la libertad en un monitor de video.

## Reparto
- Greg Grunberg como Alex Mathis.
- Clare Kramer como Teniente Karly Brant.
- Lombardo Boyar como José Ramos.
- Ray Wise como Alcalde Braxton Tanner.
- Lin Shaye como Mrs. Jefferson.
- Patrick Bauchau como Lucas.
- Lloyd Kaufman como él mismo.
- Alexis Kendra como Enfermera Lisa (acreditada como Alexis Peters).
- Adam Gierasch como hombre sin hogar.
- James C. Mathis como policía en la calle.
- Gavin Keathley

## Producción
Big Ass Spider! fue dirigido por Mike Méndez. Se trata de Lin Shaye, Ray Wise, Patrick Bauchau y Clare Kramer. Para lanzar extras para la película, Méndez utilizó a personas de su lista de amigos de Facebook, ya que no tenía suficiente dinero para pagar extras . El guion de la película fue originalmente llamado Dino Spider.  Los distribuidores empujaron para que la película fuera retitulada Mega Spider, como Big Ass Spider!. No serían comercializables. Sin embargo, Méndez convenció a los distribuidores para mantener el título, como que Big Ass Spider! "Es el título adecuado para la película, lo sentí en mi corazón y en mi alma".

## Estreno y lanzamientos DVD y Blu-ray
El 18 de octubre de 2013, la película fue lanzada bajo demanda y en un número limitado por Epic Pictures Releasing. Fue lanzado en DVD y Blu-Ray el 7 de enero de 2014.